# Linia kolejowa nr 691
Linia kolejowa nr 691 – magistralna, w większości dwutorowa, zelektryfikowana linia kolejowa znaczenia państwowego, łącząca posterunek odgałęźny Nędza Wieś z posterunkiem odgałęźnym Turze.
Linia umożliwia przejazd pociągów z kierunku Rybnika w stronę Kędzierzyna-Koźla bez konieczności zmiany czoła pociągu na stacji Nędza.

## Charakterystyka techniczna
Linia w całości jest klasy D3. Maksymalny nacisk osi wynosi 221 kN dla lokomotyw oraz wagonów, a maksymalny nacisk liniowy wynosi 71 kN (na 1 metr bieżący toru). Sieć trakcyjna jest typu C120-2C oraz jest przystosowana do maksymalnej prędkości 110 km/h. Obciążalność prądowa wynosi 1725 A, a minimalna odległość między odbierakami prądu 20 m.
Na linii zostały wprowadzone ograniczenia w związku z niezachowaną skrajnią budowli linii kolejowej – nieodpowiednia odległość międzytorza od osi toru na odcinku 0,950 – 1,000 km.
Linia jest dostosowana do prędkości do 60 km/h, a jej prędkość konstrukcyjna wynosi 80 km/h. Obowiązują następujące prędkości maksymalne dla pociągów:
| kilometraż | kilometraż | pociągi pasażerskie                 | autobusy szynowe i EZT              | pociągi towarowe                    |
| od         | do         | Tor nieparzysty (kierunek: Turze)   | Tor nieparzysty (kierunek: Turze)   | Tor nieparzysty (kierunek: Turze)   |
| -0,011     | 1,468      | 60                                  | 60                                  | 60                                  |
| od         | do         | Tor parzysty (kierunek: Nędza Wieś) | Tor parzysty (kierunek: Nędza Wieś) | Tor parzysty (kierunek: Nędza Wieś) |
| 0,000      | 1,474      | 60                                  | 60                                  | 60                                  |